# Hemerodromia radialis
Hemerodromia radialis är en tvåvingeart som beskrevs av Collin 1928. Hemerodromia radialis ingår i släktet Hemerodromia och familjen dansflugor. Inga underarter finns listade i Catalogue of Life.